# Waldrada de Lombardía
Vuldetrada de Lombardía (también llamada Waldrada) (531 - 572) fue una reina consorte franca, viuda (en primer lugar) de Teodebaldo I de Austrasia y amante de Clotario I. Era hija de Wacón, rey de los lombardos, y de su segunda esposa Astregusa (u Ostrogoda), una gépida. Hija del rey  Elemund  hijo a su vez de  Ardaric  y de Escama hija de   Elak  hijo a su vez de Atila
El Origo Gentis Langobardorum nombra a «Wisigarda... Secundae Vuldetrada» como una de las dos hijas de Wacón y de su segunda esposa, especificando que se casó con «Scusuald regis Francorum» y, más tarde con Garibaldo I de Baviera. La Historia gentis Langobardorum nombra a Vuldetrada como la segunda hija de Wacón y de su segunda esposa, especificando que se casó con «Chusubald rex Francorum». Pablo el Diácono nombra a «Wisigarda... [et] secunda Walderada» como una de las dos hijas de Wacón y su segunda esposa, especificando que Vuldetrada se casó con «Cusupald alio regi Francorum» y más tarde con Garibaldo. Gregorio de Tours nombra a Vuldetrada como esposa de Teodebaldo I de Austrasia.< Hermann von Reichenau nombra a Vuldetrada como «esposa de Theopaldus rex Francorum» al registrar su segundo matrimonio con «Lotharius rex patris eius Theodeberti patruus». Según Gregorio de Tours, el rey Clotario I «comenzó a tener relaciones sexuales» con la viuda de Teodebaldo y después «los obispos se quejaron y éste se la entregó en matrimonio a Garibaldo I de Baviera».